# Joule per mol
Joule per mol (symbol: J/mol, J·mol−1) er en afledt SI-enhed til beskrivelse af energi per mængde materiale. Energien måles i joule, og (stof)mængden af materialet måles i mol.
Fysiske størrelser som måles i J·mol−1 er normalt fri energi, som fx: 
- Fordampningsvarme
- Smeltevarme
- Ioniseringsenergi

1 kJ/mol er lig 0,239 kcal/mol eller 1,04x10−2 eV per enhed. Ved stuetemperatur (25 °C, 77 °F, eller 298,15 K) 1 kJ/mol lig 0,4034 {\displaystyle k_{B}T}.